# 紀勢宮川橋
紀勢宮川橋（きせいみやがわきょう）は、三重県多気郡大台町と度会郡大紀町の間にある、紀勢自動車道勢和多気インターチェンジ・大宮大台インターチェンジ間の一級河川宮川に架かる橋梁である。

## 概要
最大支間長90mに対応するためダブルワーレン（ラチス）トラス構造を採用、床組にPC床版を用いた複合橋。
ダブルワーレントラス構造により格点間隔を狭め、上弦材でPC床版を直接支持することにより床組構造を省略化し、自重が小さく剛性の高い構造を実現した。これまで平野部の高架橋で採用されることの多かったトラベラークレーンによる張り出し架設工法が、急峻な山間地でも採用可能であることを証明した。
耐震性向上のため中央部の4橋脚はトラス構造と剛結し、両端の2橋脚と橋台には免震支承を使用している。また主構造でH形鋼・CT形鋼といった汎用品を多用することで、材料コストと製作工数削減による経済性の向上を図った。
2005年（平成17年）11月竣工、勢和多気・大宮大台IC間の開通に伴い2006年（平成18年）3月供用開始。2005年（平成17年）度土木学会田中賞（作品部門）、2009年（平成21年）度土木学会デザイン賞を受賞している。
松阪側の三瀬トンネルと尾鷲側の船木トンネルに挟まれた河床との標高差約70mの宮川の谷に架けられているため、眺望はよいが強風時の走行には注意が必要である。

## 橋のデータ
- 形式：7径間連続PC・鋼複合ダブルワーレントラス橋
- 橋長：537m
- 最大支間長：90m（×3）
- 総幅員：10.45m
- 有効幅員：9m
- 架設工法：トラッククレーンベント工法を併用したトラベラークレーン工法による張出し架設工法
- 事業主：中日本高速道路
- 施工：横河ブリッジ
- 総工費：18億7300万円
- 所在地：三重県多気郡大台町大字下三瀬 - 度会郡大紀町三瀬川

## ギャラリー

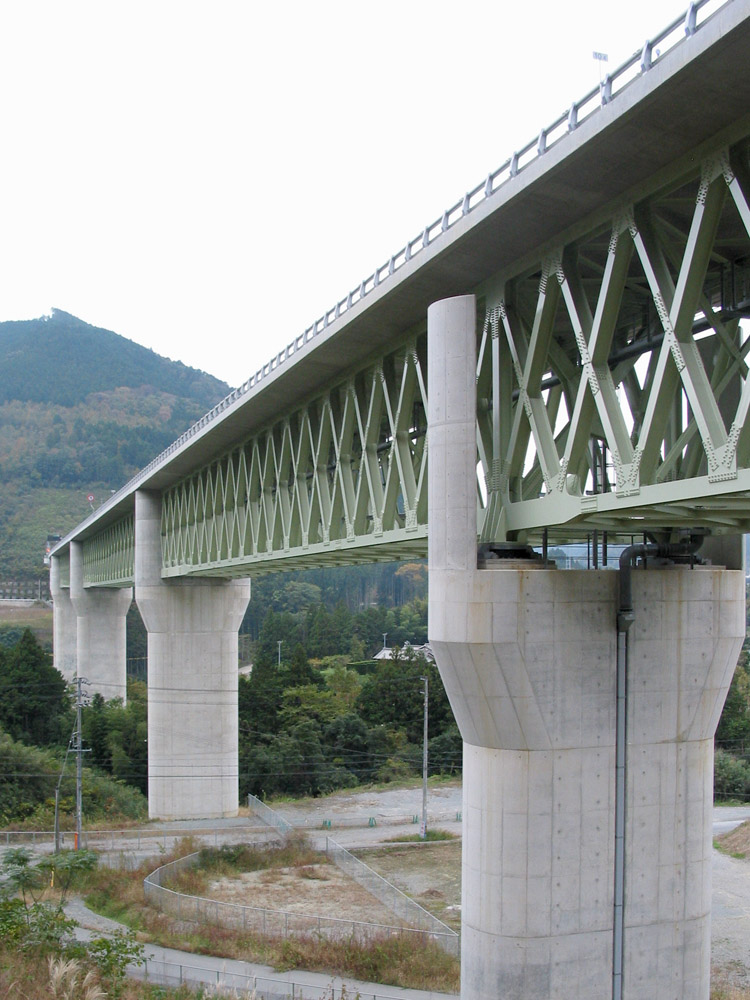
支承のある橋脚（右端）と剛結された橋脚
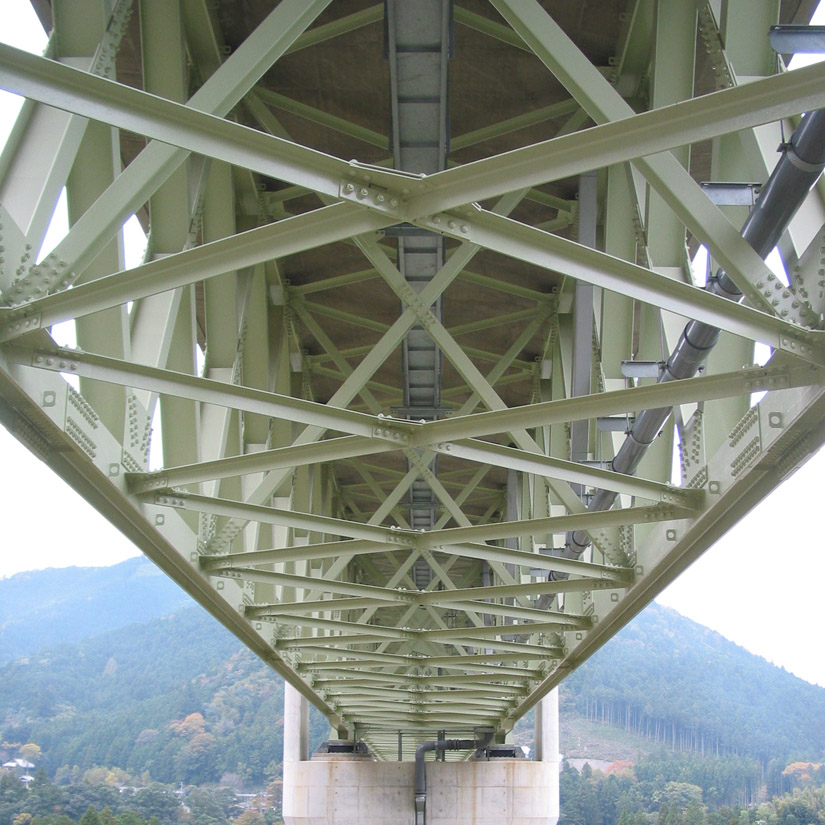
下から見たトラス構造
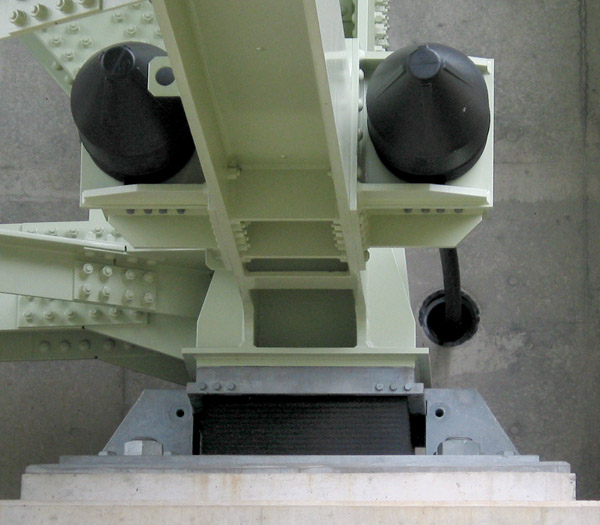
免震支承と落橋防止装置